# Liste des maires de Batna
Cet article contient la liste des maires de Batna, une commune d'Algérie située à 435 km au sud-est d'Alger et à 113 km au sud-ouest de Constantine.

## Conquête de l'Algérie par la France
| Portrait | Portrait | Nom (naissance-mort) | Début du mandat | Fin du mandat     | Appartenance politique | Notes et faits marquants |
| -------- | -------- | -------------------- | --------------- | ----------------- | ---------------------- | ------------------------ |
| 1        |          |                      | 24 janvier 1854 | 26 octobre 1854   |                        |                          |
| 2        |          | Mangin               | 31 mai 1860     | 26 septembre 1867 |                        |                          |
| 3        |          | Sally                |                 | 1874              |                        |                          |

## Avant l'indépendance de l'Algérie
| Portrait | Portrait | Nom (naissance-mort)         | Début du mandat   | Fin du mandat     | Appartenance politique | Notes et faits marquants |
| -------- | -------- | ---------------------------- | ----------------- | ----------------- | ---------------------- | --- |
| 1        |          | Jean Pérès                   | 1874              | 1878              |                        | Pérès a lancé le projet de l'agrandissement de la ville de Batna, lors de son époque, on a construit 11 immeubles pour les services municipaux (mairie, justice de paix, commissariat de police...), un marché, un presbytère, et une école de la rue Jules-Ferry vraisemblablement, un cours de promenade l’actuelle allée Mostefa Ben Boulaid, et un abattoir. Mais son projet de création d'une société industrielle, minière et forestière de Batna n'a pas vu le jour pour des raisons financières.                            |
| 2        |          | Pierre Raffin                | 24 décembre 1878  | 18 janvier 1891   |                        | |
| 3        |          | Claude Chapuis               | 18 janvier 1891   | 1er mars 1891     |                        | |
| 4        |          | André Gaston Saint Germain   | 1er mars 1891     | 1903              |                        | |
| 5        |          | L. Battu                     | 1903              | 1904              |                        | |
| 6        |          | Auguste Sanrey               | 1904              | 10 mai 1911       |                        | |
| 7        |          | Alfred Mauduit (1860-)       | 11 mai 1911       | 10 décembre 1919  |                        | |
| 8        |          | Fronçois Maglioli            | 20 février 1920   | 1926              |                        | |
| 9        |          | Paul Louis Bocca (1872-1951) | 12 octobre 1929   | 23 septembre 1941 |                        | |
| 10       |          | Albert Hognon (-1943)        | 23 septembre 1941 | 19 avril 1943 †   |                        | Mort en plein conseil municipal. |
| 11       |          | Alfred Malpel (1896-1983)    | 23 mars 1941      | 14 juin 1958      |                        | |
| 12       |          | Ali Mallem (1915-1964)       | 27 avril 1959     | juillet 1962      | UNR Puis FLN           | Selon le site de l'assemblée nationale, Ali Mallem est un des piliers de la politique algérienne de la France dans les Aurès avant et pendant la guerre d’Algérie. Ali Mallem était gaulliste et coutumier des demandes des libérations anticipées et des réouvertures des medersa auprès du général de Gaulle. En fin de carrière, Mallem avait pris des positions favorables à l’indépendance de l'Algérie et a été exclu de son parti. Il est mort accidentellement en France quelques années après l’indépendance de l'Algérie. |

## Après l'indépendance de l'Algérie

### Légende
Partis politiques :
- FLN
- FIS
- Sans parti
- RND
- El Moustakbal

Note  : les tableaux ci-dessous montrent les dates de mandats avec les maires de la ville de Batna.

### Liste des maires après l'indépendance de l'Algérie
| Portrait | Portrait | Nom (naissance-mort)    | Début du mandat | Fin du mandat | Appartenance politique | Notes et faits marquants |
| -------- | -------- | ----------------------- | --------------- | ------------- | ---------------------- | --- |
| 1        |          | Slimane Guettala        |                 |               | FLN                    | |
| 2        |          | Chikhi Mohammed         |                 |               | FLN                    | |
| 3        |          | Salah Dahmane           |                 |               | FLN                    | Salah Dahmane est décédé, en 1970, dans un accident de la route alors qu'il était en mission officielle. |
| 4        |          | Kamel Mostefai          |                 |               | FLN                    | |
| 5        |          | Ali dit alaoua Menasria |                 |               | FLN                    | |
| 6        |          | Mohamed Houara (-2014)  |                 | 1984          | FLN                    | |
| 7        |          | Larbi Soltani           | 1984            |               | FLN                    | |
| 8        |          | Amar Abdessemed         |                 |               | FLN                    | |
| 9        |          | Amar Rabouh             |                 | années 1990   | FIS                    | |
| 10       |          | Abdelmalek Yahia Bay    |                 |               |                        | |
| 11       |          | M. Amoura               |                 |               |                        | |
| 12       |          | Saâdi Abdelkrim         | décembre 2002   | décembre 2007 | FLN                    | |
| 13       |          | Mohamed Houara (-2014)  | 9 décembre 2007 | 14 juin 2010  | FLN                    | Houara est le seul maire de l'histoire de la ville après l’indépendance, qui a été élu deux fois. Lors de son mondât il lance les projets de la réhabilitation des routes, des quartiers de la ville. Vers la fin de son mandat, le maire a dû faire face à une mésentente au sein de l'APC, lors de laquelle 23 élus, dont 10 issus du même parti que lui, sur les 33 que compte l'assemblée, ont signé une motion de retrait de confiance. Et en 2010, il a démissionné pour être remplacé par Ali Melakhsou, qui était vice-président de la même APC de cette époque. Houara est décédé le 21 juin 2014 au CHU de Batna, et a été inhumé dans le cimetière de Bouzourane. |
| 14       |          | Ali Melakhsou           | 14 juin 2010    | 2012          | FLN                    | Lors de son mandat quelques projets ont vu le jour, comme celui de l'éclairage public, le réaménagement de la place de l'ancienne gare routière en cafés terrasse et kiosques ou encore la rénovation de la cinémathèque de Batna, Les Aurès. La mairie a aussi fait démolir quelques constructions illicites de la ville. Cependant vers la fin de son mandat, il a eu des problèmes dans la mairie, entre les élus et Ali Melakhsou. Un conflit d'intérêts dans leur parti politique le FLN entre pro et anti Abdelaziz Belkhadem. |
| 15       |          | Abdelkrim Marok         | 2012            | 2017          | FLN                    | |
| 16       |          | Noureddine Melakhessou  | 2017            | 2021          | FLN                    | |
| 17       |          | Noureddine Belloumi     | 2021            | En fonction   | El Moustakbal          | |